# Feröer komphálózata

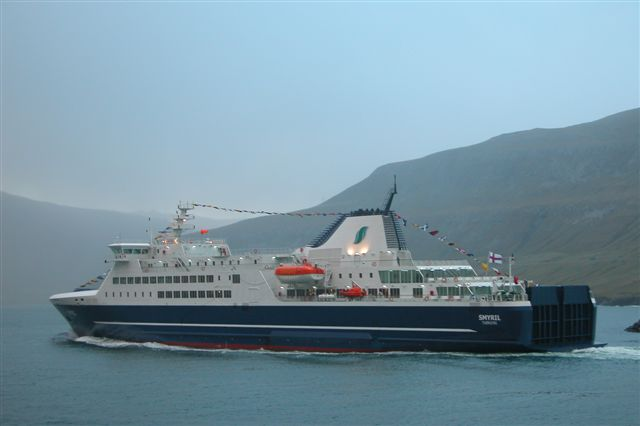
A legnagyobb belföldi komphajó, az M/F Smyril

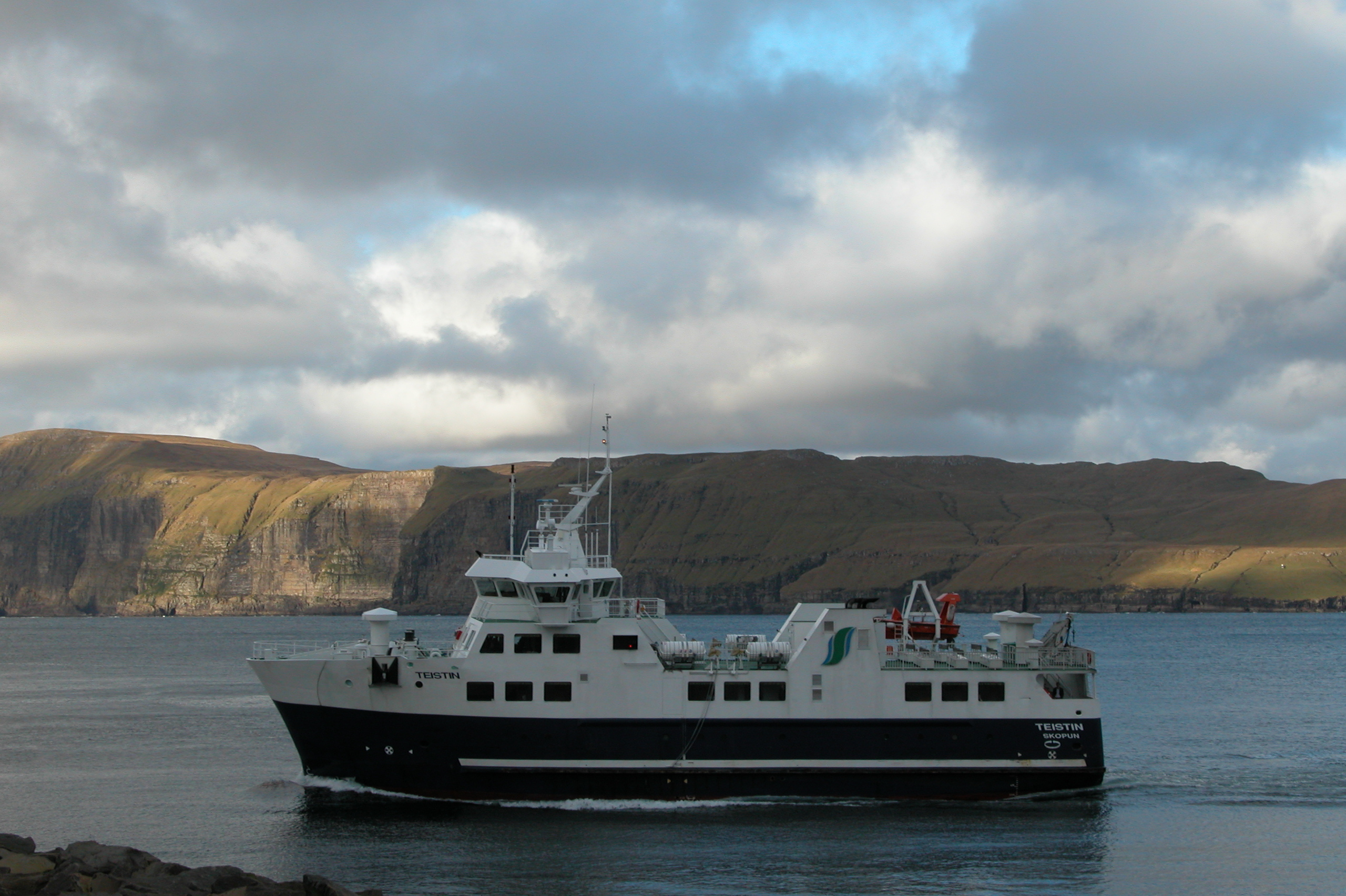
Az M/F Teistin útban Skopun felé, a háttérben Hestur szigete

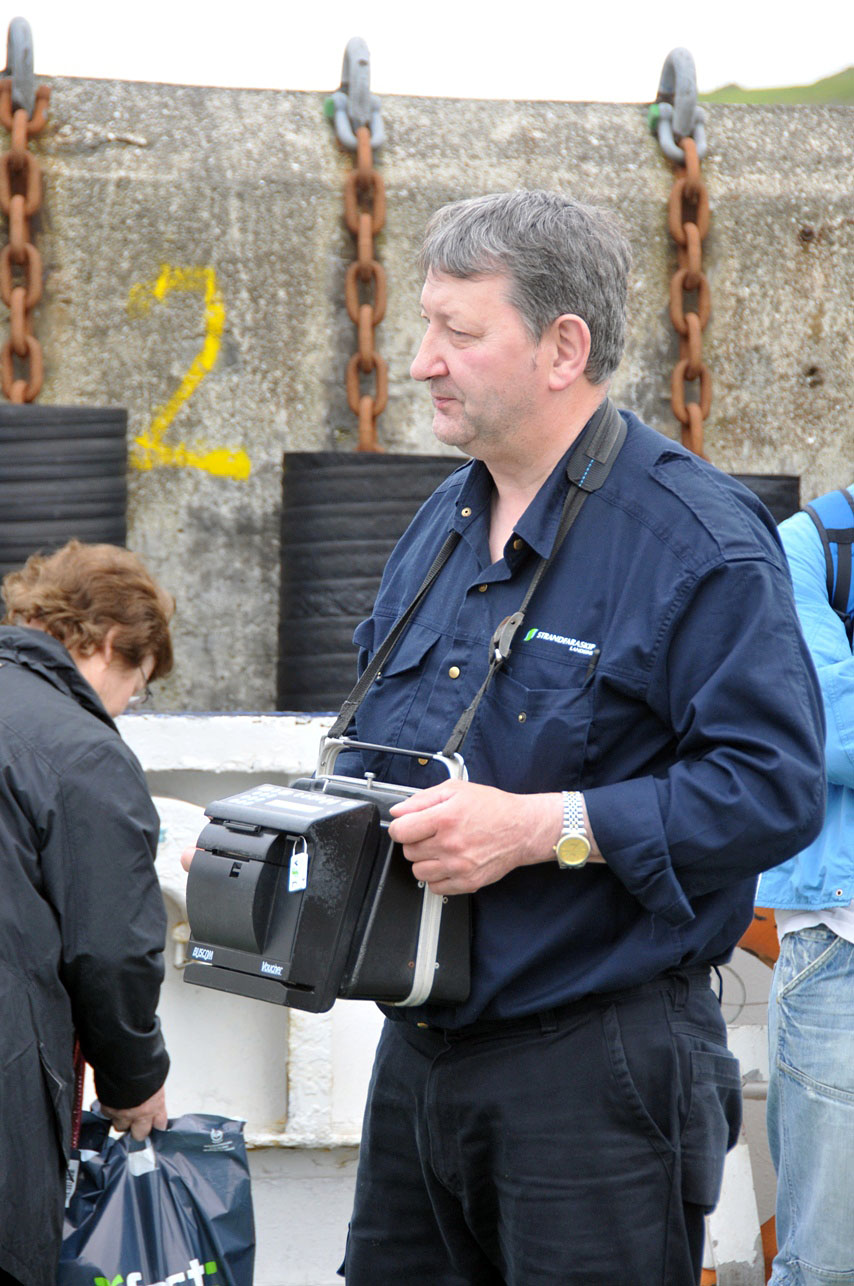
Kalauz a kalsoyi kompon a Strandfaraskip Landsins egyenruhájában

Feröer komphálózata Feröer helyközi közösségi közlekedésének egyik fontos ágazata, az autóbusz- és helikopterjáratok mellett. A szigeteket összekötő kompokat az állami tulajdonú Strandfaraskip Landsins üzemelteti.
A komphálózat jelentősége az elmúlt évtizedekben fokozatosan csökkent, mivel több helyen hidak és alagutak építésével közvetlen közúti összeköttetést teremtettek a szigetek között.

## Járatok
A Strandfaraskip Landsins által üzemeltetett kompjáratok a következők:

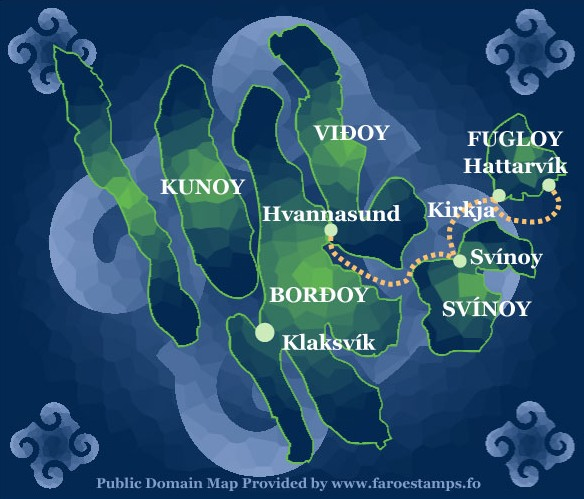
58-as járat
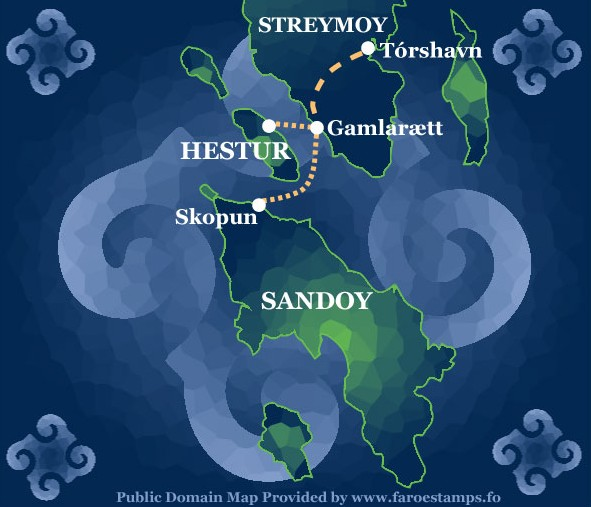
60-as járat
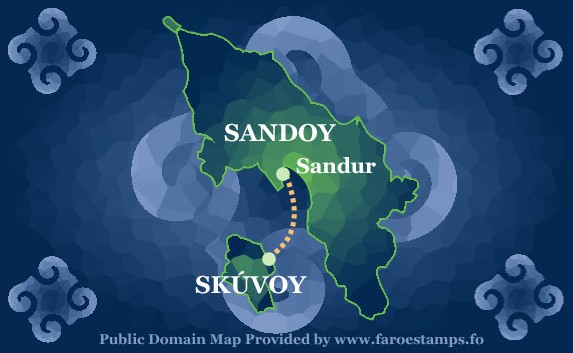
66-os járat

| Sz. | Viszonylat                               | Menetidő | Hajó          | Járatsűrűség   |
| --- | ---------------------------------------- | -------- | ------------- | -------------- |
| 7   | Tvøroyri – Tórshavn                      | 1:55     | M/F Smyril    | napi 2-3       |
| 36  | Sørvágur – Mykines                       | 0:45     | M/B Brynhild  | napi 1-2       |
| 56  | Klaksvík – Syðradalur                    | 0:20     | M/F Sam       | napi 4-8       |
| 58  | Hvannasund – Svínoy – Kirkja – Hattarvík | körjárat | M/S Másin     | napi 1-3       |
| 60  | Skopun – Gamlarætt (Hestur)              | 0:30     | M/F Teistin   | napi 8-9       |
| 60  | Gamlarætt – Hestur                       | 0:15     | M/F Teistin   | max. napi 2-4  |
| 66  | Sandur – Skúvoy                          | 0:35     | M/S Sildberin | max. napi 3-5  |
| 90  | Tórshavn – Nólsoy                        | 0:20     | M/S Ritan     | napi 5-8 járat |

- 58-as járat
- 60-as járat
- 66-os járat

## Járművek
A Strandfaraskip Landsins nyolc komphajóból álló flottát üzemeltet, melynek zászlóshajója az M/F Smyril. A többi hét komp az M/F Teistin, az M/F Sam, az M/S Ritan, az M/S Másin, az M/S Sildberin, az M/F Ternan és az M/B Súlan. Az M/F Dúgvant 2006-ban vonták ki a szolgálatból, mivel megépült a Norðoyatunnilin, így azóta ott is autóbuszok közlekednek.